# Два чентезимо (монета Италии)
2 чентезимо (итал. 2 centesimi) — бронзовая монета королевства Италия, которую выпускали с перерывами с 1861 по 1917 год. После окончания Первой мировой войны и последовавшей девальвации итальянской лиры необходимость в монетах столь малого номинала отпала. Два чентезимо были официально демонетизированы и утратили статус законного платёжного средства 30 июня 1924 года.
За 56 лет отчеканили 4 монетных типа двух чентезимо. Все они имеют на аверсе портретные изображения итальянских монархов, а на реверсе обозначение номинала, год выпуска и знак монетного двора. Реверс первых 3 типов, выпускаемых до 1908 года, содержит венок из лавровых и дубовых ветвей по кругу, звезду Италии вверху. На монетах 1908—1917 годов помещено аллегорическое изображение Италии на челне. Во время правления Виктора Эммануила II их выпускали на монетных дворах Милана, Неаполя и Турина. При его потомках чеканка происходила исключительно на монетном дворе Рима. Это было связано с тем, что крупнейший итальянский город до 1870 года являлся столицей Папской области и не входил в состав Итальянского королевства.
| Аверс | Реверс | Диаметр, мм | Вес, г | Гурт    | Металл                   | Годы чеканки         | Тираж                  |
| ----- | ------ | ----------- | ------ | ------- | ------------------------ | -------------------- | ---------------------- |
|       |        | 20          | 2      | гладкий | Бронза (96 % Cu, 4 % Sn) | 1861, 1862, 1867     | Суммарно — 152 961 872 |
|       |        | 20          | 2      | гладкий | Бронза (96 % Cu, 4 % Sn) | 1895—1898, 1900      | Суммарно — 11 897 500  |
|       |        | 20          | 2      | гладкий | Бронза (96 % Cu, 4 % Sn) | 1903, 1905—1908      | Суммарно — 11 153 000  |
|       |        | 20          | 2      | гладкий | Бронза (96 % Cu, 4 % Sn) | 1908—1912, 1914—1917 | Суммарно — 18 608 989  |

## Комментарии
Тиражи монет по годам
1. ↑  Тираж 2 чентезимо Виктора Эммануила II по годам и монетным дворам: 1861M — 37 500 000, 1861N — 23 055 000, 1862N — 33 194 953, 1867M — 54 211 919, 1867T — 5 000 000
2. ↑  Тираж 2 чентезимо Умберто I по годам: 1895 — 305 000, 1896 — 281 500, 1897 — 4 415 000, 1898 — 4 161 000, 1900 — 2 735 000
3. ↑  Тираж 2 чентезимо Виктора Эммануила III (1903—1908) по годам: 1903 — 5 000 000, 1905 — 1 260 000, 1906 — 3 145 000, 1907 — 230 000, 1908 — 1 518 000
4. ↑  Тираж 2 чентезимо Виктора Эммануила III (1908—1917) по годам: 1908 — 297 500, 1909 — 2 419 359, 1910 — 589 975, 1911 — 2 777 155, 1912 — 840 000, 1914 — 1 647 500, 1915 — 4 860 000, 1916 — 1 540 000, 1917 — 3 637 500